# 石經寺
石經寺，原名天成寺，位於四川省成都市龍泉驛區山泉镇，是川西五大佛教丛林之一，融汉藏佛教于一体。

## 历史
石经寺始建于东汉末年（另有唐代、明正统年间等说法），初为官宦家庙，蜀汉时期改为灵音寺。唐时初建大殿。明正统年间，楚山法师住持灵音寺，使得该寺名声大振，并更名为天成寺。明末因张献忠兵燹被毁，一度荒芜，清乾隆年间得以重建恢复。乾隆三十二年（1767年），获简州牧宋思仁赠石刻《金刚经》一部，遂更名为石经寺。1940年代后，因社会动荡，石经寺日趋衰颓。“文革”开始后，宗教活动被迫停止，殿宇被占，佛像全毁。
能海法师从西藏学成后在成都近慈寺开创的汉地第一个藏传密宗道场，因“文革”中近慈寺已被改建为工厂，1983年、1984年，中国佛教协会会长赵朴初两次考察石经寺后，当地政府将石经寺拨给原近慈寺僧众，石经寺继承近慈寺成为藏传佛教金刚道场，而得以恢复开放。

## 建筑
石经寺现存最早建筑为明成化十一年（1475年）建造的石构建筑栖幻庵（祖师洞），大雄殿为清代中叶重修，其余建筑或为清咸丰年间至民国初年重修，或为中华人民共和国成立后新建。2002年12月27日公佈為四川省第六批省級文物保護單位。